# Trentepohlia parallela
Trentepohlia parallela är en tvåvingeart som beskrevs av Alexander 1951. Trentepohlia parallela ingår i släktet Trentepohlia och familjen småharkrankar. Inga underarter finns listade i Catalogue of Life.